# Zwischenlager Ahaus
Koordinaten: 52° 4′ 34,6″ N, 7° 3′ 20,1″ O

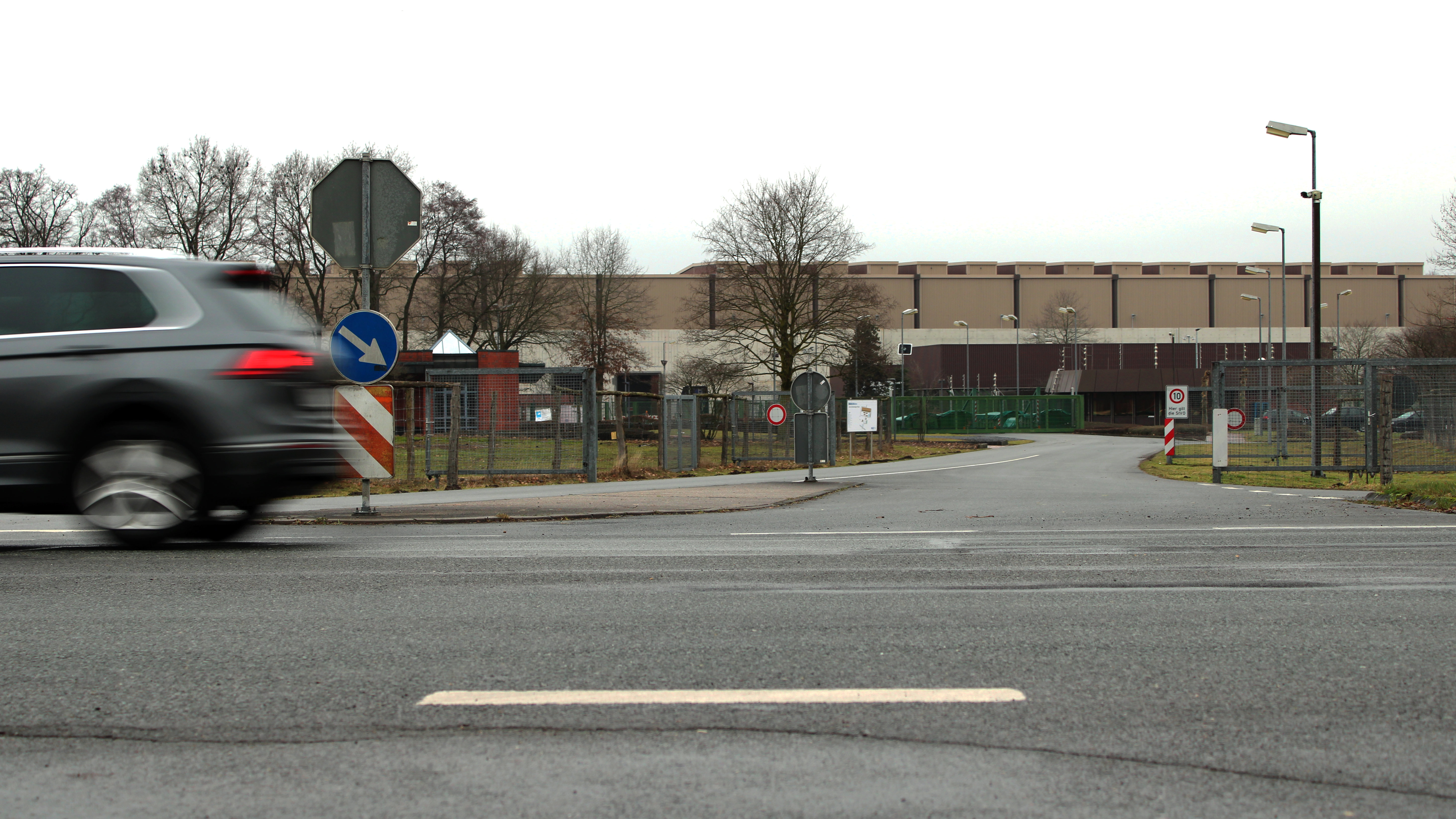
Transportbehälterlager Ahaus (2019)

Das Zwischenlager Ahaus (vormals Transportbehälterlager Ahaus (TBL Ahaus)) ist ein Zwischenlager für stark und schwach strahlenden radioaktiven Abfall. Es befindet sich im westlichen Münsterland auf dem Gebiet der Stadt Ahaus, etwa drei Kilometer östlich des Stadtzentrums. Betreiber ist die BGZ Gesellschaft für Zwischenlagerung. Zuvor war die GNS Gesellschaft für Nuklear-Service von 1990 bis zur Abgabe ihrer Zwischenlageraktivitäten an den Bund zum 1. August 2017 Betreiber des Zwischenlagers.
Das Lager wurde von 1984 bis 1990 errichtet. 1992 wurden die ersten Castor-Behälter mit abgebrannten Brennelementen aus dem 1989 stillgelegten Hochtemperaturreaktor Hamm-Uentrop eingelagert. Während des Transports am 20. März 1998 mit 106 hochradioaktiven Brennelementen aus laufenden Atomkraftwerken (Gundremmingen und Neckarwestheim) demonstrierten über 10.000 Menschen, bis zu 30.000 Polizeibeamte begleiteten den Transport.

## Lagerhalle
Die zentrale Lagerhalle ist 196 m lang, 38 m breit und 20 m hoch. Die Transportbehälter werden stehend aufbewahrt. Zum Transport der Behälter in der Halle dient ein Brückenkran mit einer Tragkraft von 140 Tonnen. Im Herbst 2008 ist ein weiterer Hallenkran mit 32 t Tragkraft eingebaut worden. Die CASTOR-Behälter mit hochradioaktiven Abfällen in der östlichen Hallenhälfte, dem Brennelemente-Zwischenlager Ahaus (BZA), stehen getrennt von Transportbehältern aus Beton, Guss und Stahl mit Inhalten geringer Radioaktivität und vernachlässigbarer Wärmeentwicklung in der westlichen Hallenhälfte, dem Abfall-Zwischenlager Ahaus (AZA).

## Kapazität

### Genehmigte Mengen und Abfalltypen
Im TBL Ahaus dürfen laut Genehmigung maximal 3960 Tonnen Kernbrennstoff in Form von bestrahlten Brennelementen aus Leichtwasserreaktoren (LWR) in Castor-Behältern auf 370 Stellplätzen eingelagert werden. Ähnlich groß ist die Lagerkapazität im Brennelemente-Zwischenlager Gorleben (3800 t).
Die Bezirksregierung Münster hat der GNS im November 2009 die Genehmigung erteilt, im Zwischenlager Ahaus schwach radioaktive Betriebs- und Stilllegungsabfälle aus deutschen Kernkraftwerken zwischenzulagern. Hierbei handelt es sich um konditionierte Reststoffe mit geringer Wärmeentwicklung wie Bauschutt, Papier, Putzlappen, Metallschrott sowie ausgebaute Anlagenteile. Die Genehmigung nach Paragraph 7 der Strahlenschutzverordnung sah zunächst eine befristete Aufbewahrung für den Zeitraum von 10 Jahren vor. 2020 wurde die Genehmigung jedoch nahtlos bis zum 31. Dezember 2057 eine neue Genehmigung erteilt. Geplant für ursprünglich 2014 steht für diese Abfälle das genehmigte Endlager des Bundes Schacht Konrad bei Salzgitter zur Verfügung, das jedoch voraussichtlich erst 2027 fertiggestellt wird.

### Derzeitige Lagerung
Am 31. Dezember 2002 befanden sich sechs CASTOR-Behälter mit LWR-Brennelementen im Lager.
Darüber hinaus werden Kugelbrennelemente des vorzeitig stillgelegten Thorium-Hoch-Temperatur-Reaktors in Schmehausen (ein sogenannter Kugelhaufenreaktor) in 305 kleinen CASTOR-Behältern auf weiteren 50 Stellplätzen aufbewahrt. 2 Castoren aus Hamm enthalten die Brennelemente eines in den THTR-300 integrierten Hilfsreaktors. Bei diesen Brennelementen handelt es sich um Uran/Aluminium-Metallplatten mit ca. 3,9 kg hochangereichertem (93 %) Uran. Auch die Brennelemente aus dem THTR-300 basieren auf hochangereichertem, waffenfähigem Uran, welches wegen der nur kurzen Betriebszeit des Reaktors nur unvollständig verbraucht ist. Daraus resultiert eine Proliferationsproblematik.
Des Weiteren werden Brennelemente aus dem ehemaligen Forschungsreaktor Dresden-Rossendorf in 18 Behältern vom Typ Castor MTR2 zwischengelagert.

### Beantragte Lagerung
Beim Bundesamt für Strahlenschutz ist eine Genehmigung zur Lagerung von mittelradioaktiven Abfällen aus der Wiederaufarbeitung deutscher Brennelemente in Frankreich (Wiederaufbereitungsanlage La Hague) für das Zwischenlager Ahaus beantragt worden. Dabei handelt es sich im Wesentlichen um hochdruckverpresste Hülsen und Strukturteile – so genannte CSD-C – von Brennelementen deutscher Kernkraftwerke, zu deren Rücknahme die Bundesrepublik Deutschland sich völkerrechtlich verpflichtet hatte.
Weiterhin haben die GNS und die Brennelement-Zwischenlager Ahaus GmbH (BZA) auf Veranlassung des Forschungszentrums Jülich beim Bundesamt für Strahlenschutz einen Antrag auf Änderung der bestehenden Aufbewahrungsgenehmigung für das Zwischenlager Ahaus gestellt. Im Rahmen dieses Genehmigungsverfahrens soll geprüft werden, ob die zurzeit im Forschungszentrum Jülich lagernden 152 Behälter vom Typ Castor THTR/AVR mit Brennelementen aus dem 1988 stillgelegten Kugelhaufenreaktor AVR künftig auch im Zwischenlager Ahaus aufbewahrt werden können. Die im Zwischenlager Ahaus vorhandenen Handhabungs- und Überwachungseinrichtungen entsprechen den Anforderungen einer Zwischenlagerung auch dieser Behälter. Sie sind baugleich mit den bereits in Ahaus zwischengelagerten Behältern aus dem Thorium-Hochtemperaturreaktor in Schmehausen. Wie für diese Castoren gilt aber, dass bestimmte Reparaturen z. B. der Deckeldichtungen in Ahaus nicht durchgeführt werden könnten, sondern dass dazu die Castoren in Standorte mit Heißen Zellen transportiert werden müssten. Wegen mangelnder Qualität der Antragsunterlagen verzögerte sich jedoch das Genehmigungsverfahren für diesen Transport nach bzw. die Lagerung in Ahaus erheblich. Deshalb, wegen der 2013 auslaufenden Genehmigung des Jülicher Zwischenlagers, wegen massiver Proteste in NRW gegen den Transport von Jülich nach Ahaus und wegen der ablehnenden Haltung der NRW-Landesregierung beschloss der FZJ-Aufsichtsrat im November 2012, auf den Transport der 152 Castoren nach Ahaus zu verzichten, eine befristete Verlängerung für das Jülicher Zwischenlager zu beantragen, Planungen für ein neues Zwischenlager in Jülich zu beginnen und alternativ Verhandlungen zur Endlagerung der Castoren in den USA aufzunehmen.

## Rückführung von Brennstäben nach Russland
Im September 2010 genehmigte das Bundesamt für Strahlenschutz die Rückführung von Brennstäben nach Russland. Dabei handelt es sich um 951 abgebrannte Brennelemente aus den früheren DDR-Forschungsreaktoren des Forschungszentrums Dresden-Rossendorf. Diese waren 2005 nach Ahaus gebracht worden und sollten – in 18 Castoren auf drei Transporte verteilt – zur Wiederaufarbeitungsanlage Majak (Ural) transportiert werden. Die Rückführung der Brennstäbe wurde aufgrund von Sicherheitsbedenken im Dezember 2010 vom Bundesumweltministerium untersagt.

## Proteste
Vor dem Atommülllager kommt es regelmäßig zu Protesten. Die Bürgerinitiative „Kein Atommüll in Ahaus“ ist Mitglied des Aktionsbündnisses Münsterland gegen Atomanlagen. Eine Bürgerinitiative im Rheinland kämpft unter anderem gegen die Verlagerung der 152 Jülicher Castoren nach Ahaus.

## Zwischenfälle
Mit Stand vom 31. Dezember 2023 gab es im Brennelemente-Zwischenlager 15 meldepflichtige Ereignisse gemäß Atomrechtlicher Sicherheitsbeauftragten- und Meldeverordnung.